# Île de Pors Scaff
Die Île de Pors Scaff ist eine Doppelinsel im Ärmelkanal an der Nordküste der Bretagne. Sie gehört zur Gemeinde Plougrescant im Département Côtes-d’Armor.
Die südlich gelegene Île aux Pins ist dicht mit Kiefern bewachsen und unbewohnt. Die nördliche Île Yvinec ist etwas größer und bewohnt. Die Inseln sind bei Ebbe durch eine schmalem Tombolo (Sandbank) verbunden.